# پدر لونده جونیور
پدر لونده جونیور (انگلیسی: Peder Lunde Jr.؛ زادهٔ ۹ فوریه ۱۹۴۲) قایقران قایق بادبانی اهل نروژ بود.